# サッカー蒙古聯合自治政府代表
サッカー蒙古聯合自治政府代表（サッカーもうこれんごうじちせいふだいひょう）は、1939年から1945年にかけて存在した、蒙古聯合自治政府のサッカーのナショナルチームである。

## 歴史
1939年9月1日に内蒙古に蒙古聯合自治政府が樹立されると、程なく蒙古聯合自治政府蹴球協会も設立された。
しかし、1940年の『紀元二千六百年奉祝東亜競技大会』へは間に合わず、1942年の『満州国建国十周年慶祝東亜競技大会』にのみ参加した。この大会で満洲国、大日本帝国、中華民国（汪兆銘政権）の代表チームとも対戦したが、日本に0-12で大敗するなど散々な内容だった。
ただし、この大会の詳細は日本代表の公式資料以外に残っておらず、日本代表以外の戦績は不明である。また、戦前の日本代表としては最大差勝利試合でもあった（蒙古聯合自治政府側は、記録がないため最大差敗戦試合かどうか不明）。
蒙古聯合自治政府は国際的に認められていなかったので、国際サッカー連盟（FIFA）には最後まで加盟することはできなかった。1945年8月19日の蒙古聯合自治政府崩壊により、チームも自然消滅した。

## 公式戦
| 蒙疆チーム | スコア | 対戦相手 | 場地        | 日期          | 賽事                             |
| ---------- | ------ | -------- | ----------- | ------------- | -------------------------------- |
| 蒙疆       | 不詳   | 満洲国   | 満洲国 新京 | 1942年8月8日  | 満洲国建国十周年慶祝東亜競技大会 |
| 蒙疆       | 不詳   | 中華民国 | 満洲国 新京 | 1942年8月9日  | 満洲国建国十周年慶祝東亜競技大会 |
| 蒙疆       | 0 – 12 | 日本     | 満洲国 新京 | 1942年8月10日 | 満洲国建国十周年慶祝東亜競技大会 |

### ワールドカップ
FIFAワールドカップの中断期（1938年～1950年）にチームが存在していたため、アジア予選すら開催されなかった。また、国際サッカー連盟（FIFA）にも加盟する事は出来なかった。